# Йорданова, Эмилия
Эми́лия Йордано́ва (болг. Эмилия Йорданова; род. 5 мая 1989, Троян, Ловечская область) — болгарская биатлонистка.

## Карьера
В состав сборной Болгарии впервые попала в сезоне 2007/2008. Но закрепиться в составе своей национальной команды ей удалось в 2011 году после успешной Универсиады в Эрзуруме, где она завоевала две бронзовые медали в спринте и смешанной эстафете.
Через год Йорданова сумела впервые набрать свои первые кубковые очки. На этапе кубка мира в Хольменколлене в сезоне 2011/2012 она заняла 38-е место в пасьюте и заработала 3 балла.
Через сезон на этапе кубка Мира в том же Хольменколлене Йорданова впервые попала в 20 сильнейших биатлонисток в преследовании, финишировав 19-й. Это высокое достижение является лучшим для женской сборной Болгарии за последние несколько сезонов.
На первенствах мира спортсменка пока не может похвастаться результатами. Лучшее её достижение: 46-е место, показанное в 2011 и 2012 годах.
В 2015 году с партнерами по команде стала вице-чемпионкой мира по летнему биатлону в смешанной эстафете.
Вместе с другим биатлонистом Владимиром Илиевым Йорданова представляет в сборной спортивный клуб «Аякс» Троян.
Лучшего результата в сезоне 2018/2019 достигла в смешанной эстафете на Чемпионате Европы в Раубичах.

## Кубки мира
- 2011/12 — 97-е место (3 очка)
- 2012/13 — 64-е место (47 очков)
- 2014/15 — 74-е место
- 2015/16 — 96-е место
- 2016/17 — 91-е место
- 2018/19 — 93-е место